# Jon Voight
Jonathan Vincent “Jon” Voight (Yonkers, 29 dicembre 1938) è un attore statunitense.
Nel corso della sua carriera ha vinto un Premio Oscar al migliore attore (a fronte di 4 candidature) per Tornando a casa, quattro Golden Globe e un Prix d'interprétation masculine al Festival di Cannes.

## Biografia
Nacque secondogenito da Elmer Voight (1909-1973) e Barbara Kamp (1910-1995), tra i fratelli Barry e James Elmer. I suoi nonni materni erano di origine tedesca mentre il nonno paterno era un immigrato slovacco (il vero cognome era Vojtka). Studiò alla scuola maschile Archbishop Stepinac High School nella vicina White Plains, dove iniziò ad interessarsi alla recitazione, esordendo in teatro nel ruolo di Puck nel Sogno di una notte di mezza estate. Dopo essersi diplomato nel 1956, proseguì gli studi, in Arte, alla Catholic University of America di Washington, terminati i quali, con la laurea nel 1960, si trasferì a New York.
La sua carriera iniziò nei musical di Broadway. Sul finire degli anni sessanta partecipò a numerosi serial televisivi. Il debutto sul grande schermo avvenne nel 1967 nel film L'ora delle pistole con James Garner. Il primo ruolo di rilievo giunse nel 1969, quando fu protagonista di Un uomo da marciapiede, al fianco di un giovane Dustin Hoffman. Per la sua notevole interpretazione nella parte del giovane gigolò Joe Buck, ottenne la sua prima candidatura al premio Oscar. L'ambito riconoscimento quale miglior attore arrivò dieci anni dopo per la sua interpretazione di Luke, il reduce paraplegico della guerra del Vietnam, in Tornando a casa, diretto da Hal Ashby. Nel 1979 interpretò anche il ruolo del pugile protagonista che muore alla fine dell'incontro, nel film di Franco Zeffirelli Il Campione, remake della pellicola girata nel 1933 da King Vidor.

## Vita privata
Padrino dell'attrice Skyler Shaye, è stato sposato dal 1962 al 1967 con l'attrice Lauri Peters; nel 1971 sposò in seconde nozze Marcheline Bertrand (i due si separarono nel 1976 e infine divorziarono nel 1978), che gli diede due figli, James Haven ed Angelina Jolie, i quali seguiranno le sue orme nel mondo del cinema.

## Visione politica
Orientato in gioventù su posizioni liberal, fu simpatizzante di John F. Kennedy, supportò attivamente la candidatura alla presidenza di George McGovern e prese pubblicamente posizione contro l'intervento statunitense nella guerra del Vietnam. Il 28 luglio 2008 pubblicò un editoriale sul Washington Times in cui sostanzialmente rinnegò le sue posizioni giovanili, affermando che i movimenti pacifisti fossero stati guidati dalla "propaganda marxista" e che fossero corresponsabili dell'ascesa dei regimi comunisti in Vietnam e Cambogia. Al contempo affermò che la candidatura di Barack Obama alla presidenza fosse un primo passo per cancellare la morale pubblica e creare un'America "socialista". Negli anni successivi Voight si posizionò apertamente in favore del Partito Repubblicano: nel 2012 diede il suo appoggio alla candidatura di Mitt Romney, per poi esporsi in maniera ancor più netta in favore di Donald Trump, che nel maggio 2019 definì «il più grande presidente dai tempi di Abraham Lincoln».
Nel novembre 2020, subito dopo le elezioni presidenziali, l'attore espresse il proprio disappunto per la vittoria di Biden, affermando di condividere l'idea che essa fosse stata viziata da brogli: esortò quindi il collegio elettorale a non certificare il voto, in nome della «battaglia della rettitudine contro Satana», definendo i democratici «sinistrorsi [...] malvagi, corrotti e [che] vogliono distruggere questa nazione». Nel novembre 2023 Voight si schierò a favore di Israele nella guerra di Gaza, contrapponendosi apertamente alla figlia Angelina Jolie. Un anno dopo, nel 2024, rinnovò il suo sostegno a Trump nella corsa alla Casa Bianca. Il 16 gennaio 2025 Trump ha annunciato l'intenzione di nominare Voight suo "ambasciatore speciale" a Hollywood, assieme ai colleghi Sylvester Stallone e Mel Gibson, con lo scopo di studiare misure di rilancio dell'industria cinematografica locale. Voight si è per contro distanziato dalle posizioni repubblicane in materia di possesso e utilizzo delle armi: nel 2022, a seguito del massacro alla Robb Elementary School, invocò apertamente una stretta sui controlli per l'autorizzazione all'utilizzo e alla detenzione di munizioni.

## Filmografia

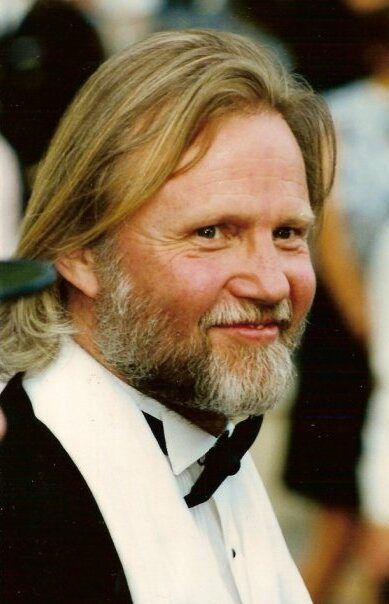
Jon Voight al Festival di Cannes 1993

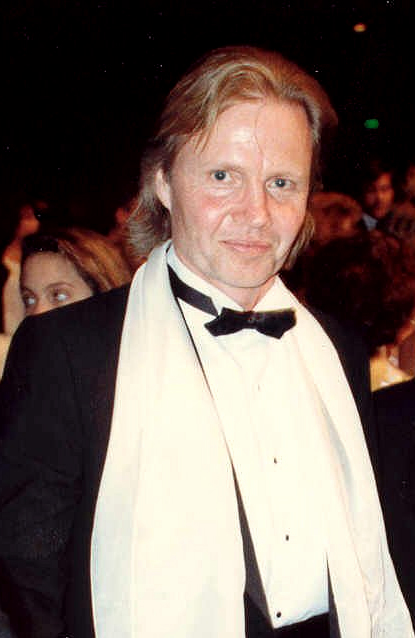
Jon Voight ai Premi Oscar 1988

### Cinema
- Fearless Frank, regia di Philip Kaufman (1967)
- L'ora delle pistole (Hour of the Gun), regia di John Sturges (1967)
- Un uomo da marciapiede (Midnight Cowboy), regia di John Schlesinger (1969)
- La sua calda estate (Out of It), regia di Paul Williams (1969)
- Comma 22 (Catch-22), regia di Mike Nichols (1970)
- Il rivoluzionario (The Revolutionary), regia di Paul Williams (1970)
- Un tranquillo weekend di paura (Deliverance), regia di John Boorman (1972)
- Un ragazzo tutto americano (The All-American Boy), regia di Charles Eastman (1973)
- Conrack, regia di Martin Ritt (1974)
- Dossier Odessa (The Odessa File), regia di Ronald Neame (1974)
- Assassinio sul ponte (Der Richter und sein Henker), regia di Maximilian Schell (1975)
- Tornando a casa (Coming Home), regia di Hal Ashby (1978)
- Il campione (The Champ), regia di Franco Zeffirelli (1979)
- Cercando di uscire (Lookin' to Get Out), regia di Hal Ashby (1982)
- Tavolo per cinque (Table for Five), regia di Robert Lieberman (1983)
- A 30 secondi dalla fine (Runaway Train), regia di Andrej Končalovskij (1985)
- Un fiore nel deserto (Desert Bloom), regia di Eugene Carr (1986)
- Eternity, regia di Steven Paul (1990)
- Heat - La sfida (Heat), regia di Michael Mann (1995)
- Mission: Impossible, regia di Brian De Palma (1996)
- Rosewood, regia di John Singleton (1997)
- Anaconda, regia di Luis Llosa (1997)
- U Turn - Inversione di marcia (U Turn), regia di Oliver Stone (1997)
- Testimone involontario (Most Wanted), regia di David Hogan (1997)
- L'uomo della pioggia - The Rainmaker (The Rainmaker), regia di Francis Ford Coppola (1997)
- The General, regia di John Boorman (1998)
- Nemico pubblico (Enemy of the State), regia di Tony Scott (1998)
- Varsity Blues, regia di Brian Robbins (1999)
- A Dog of Flanders, regia di Kevin Brodie (1999)
- The Prince and the Surfer, regia di Arye Gross e Gregory Gieras (1999) - cameo non accreditato
- Pearl Harbor, regia di Michael Bay (2001)
- Lara Croft: Tomb Raider di Simon West (2001)
- Zoolander, regia di Ben Stiller (2001)
- Alì, regia di Michael Mann (2001)
- Holes - Buchi nel deserto (Holes), regia di Andrew Davis (2003)
- The Manchurian Candidate, regia di Jonathan Demme (2004)
- Un genio in pannolino 2 (Superbabies: Baby Geniuses 2), regia di Bob Clark (2004)
- Il mistero dei Templari - National Treasure (National Treasure), regia di Jon Turteltaub (2004)
- Glory Road, regia di James Gartner (2006)
- The Legend of Simon Conjurer, regia di Stuart Paul (2006)
- Transformers, regia di Michael Bay (2007)
- Bratz, regia di Sean McNamara (2007)
- September Dawn, regia di Christopher Cain (2007)
- Il mistero delle pagine perdute - National Treasure (National Treasure: Book of Secrets), regia di Jon Turteltaub (2007)
- Tropic Thunder, regia di Ben Stiller (2008) - cameo
- Pride and Glory - Il prezzo dell'onore, regia di Gavin O'Connor (2008)
- An American Carol, regia di David Zucker (2008)
- Tutti insieme inevitabilmente (Four Christmases), regia di Seth Gordon (2008)
- Getaway - Via di fuga (Getaway), regia di Courtney Solomon (2013)
- Dracula: The Dark Prince, regia di Pearry Teo (2013)
- Baby Geniuses and the Mystery of the Crown Jewels, regia di Sean McNamara (2013)
- Baby Geniuses and the Treasures of Egypt, regia di Sean McNamara (2014)
- Baby Geniuses and the Space Baby, regia di Sean McNamara (2015)
- Woodlawn, regia di Andrew e Jon Erwin (2015)
- A Christmas Eve Miracle, regia di R. Michael Givens (2015) - voce
- Court of Conscience, regia di James Haven – cortometraggio (2015)
- American Wrestler: The Wizard, regia di Alex Ranarivelo (2016)
- JL Ranch, regia di Charles Robert Carner (2016)
- Animali fantastici e dove trovarli (Fantastic Beasts and Where to Find Them), regia di David Yates (2016)
- Diverso come me (Same Kind of Different as Me), regia di Michael Carney (2017)
- Surviving the Wild, regia di Patrick Alessandrin (2018)
- Orphan Horse, regia di Sean McNamara (2018)
- Roe v. Wade, regia di Cathy Allyn e Nick Loeb (2021)
- Dangerous Game: The Legacy Murders, regia di Sean McNamara (2022)
- Mercy, regia di Tony Dean Smith (2023)
- The Painter, regia di Kimani Ray Smith (2024)
- Megalopolis, regia di Francis Ford Coppola (2024)
- Reagan - Un presidente sotto i riflettori (Reagan), regia di Sean McNamara (2024)

### Televisione
- La città in controluce (The Naked City) – serie TV, 1 episodio (1963)
- La parola alla difesa (The Defenders) – serie TV, 2 episodi (1963)
- Gunsmoke – serie TV, 3 episodi (1966-1969)
- Summer Fun – serie TV, 1 episodio (1966)
- NET Playhouse – serie TV, 1 episodio (1966)
- Twelve O'Clock High – serie TV, 1 episodio (1966)
- Coronet Blue – serie TV, 1 episodio (1967)
- N.Y.P.D. – serie TV, 1 episodio (1967)
- Cimarron Strip – serie TV, episodio 1x22 (1968)
- Chernobyl - Un grido dal mondo (Chernobyl: The Final Warning), regia di Anthony Page – film TV (1991)
- The Last of His Tribe, regia di Harry Hook – film TV (1992)
- Affondate Greenpeace (The Rainbow Warrior), regia di Michael Tuchner – film TV (1993)
- Ritorno a Colomba Solitaria (Return to Lonesome Dove), regia di Mike Robe – serie TV (1993)
- Seinfeld – serie TV, 1 episodio (1994) - cameo
- Il soldatino di latta (The Tin Soldier), regia di Jon Voight e Gregory Gieras – film TV (1995)
- Cowboy dietro le sbarre (Convicted Cowboy), regia di Rod Holcomb – film TV (1996)
- Dalla parte sbagliata (The Fixer), regia di Charles Robert Carner – film TV (1998)
- In un mare di guai (Boys Will Be Boys), regia di Dom DeLuise – film TV (1999)
- L'arca di Noè (Noah's Ark), regia di John Irvin – film TV (1999)
- La rivolta (Uprising), regia di Jon Avnet – film TV (2001)
- Jack e il fagiolo magico (Jack and the Beanstalk: The Real Story), regia di Brian Henson – miniserie TV (2001)
- Second String, regia di Robert Lieberman – film TV (2002)
- Jasper, Texas - La città dell'odio (Jasper, Texas), regia di Jeffrey W. Byrd – film TV (2003)
- The Five People You Meet in Heaven, regia di Lloyd Kramer – film TV (2004)
- The Karate Dog, regia di Bob Clark – film TV (2005)
- Giovanni Paolo II (Pope John Paul II) – miniserie TV (2005)
- 24: Redemption, regia di Jon Cassar – film TV (2008)
- 24 – serie TV, 11 episodi (2009)
- Lone Star – serie TV, 5 episodi (2010)
- Beyond, regia di Josef Rusnak (2011) – film TV
- Ray Donovan – serie TV, 82 episodi (2013-2020)
- Baby Geniuses Television Series – serie TV, 2 episodi (2013)
- JL Family Ranch - Il regalo di nozze (JL Family Ranch: The Wedding Gift), regia di Sean McNamara – film TV (2020)
- Ray Donovan: The Movie, regia di David Hollander – film TV (2022)

## Teatro
- The Sound of Music, libretto di Howard Lindsay e Russel Crouse, colonna sonora di Richard Rodgers, testi di Oscar Hammerstein II, regia di Vincent J. Donehue. Mark Hellinger Theatre di Broadway (1962)
- That Summer - That Fall, di Frank D. Gilroy, regia di Ulu Grosbard. Helen Hayes Theater di Broadway (1967)
- The Hashish Club, di Lance Larsen, regia di Jerome Guardino. Bijou Theatre di Broadway (1975)
- Il gabbiano, di Anton Čechov, regia di Marshall W. Mason. Lyceum Theatre di Broadway (1992)

## Riconoscimenti
- Premio Oscar
  - 1970 – Candidatura al miglior attore per Un uomo da marciapiede
  - 1979 – Migliore attore per Tornando a casa
  - 1986 – Candidatura al miglior attore per A 30 secondi dalla fine
  - 2002 – Candidatura al miglior attore non protagonista per Alì
- Golden Globe
  - 1970 – Migliore attore debuttante per Un uomo da marciapiede
  - 1970 – Candidatura al migliore attore in un film drammatico per Un uomo da marciapiede
  - 1973 – Candidatura al migliore attore in un film drammatico per Un tranquillo weekend di paura
  - 1979 – Migliore attore in un film drammatico per Tornando a casa
  - 1980 – Candidatura al migliore attore in un film drammatico per Il campione
  - 1986 – Migliore attore in un film drammatico per A 30 secondi dalla fine
  - 1993 – Candidatura al miglior attore in una miniserie o film televisivo per The Last of His Tribe
  - 1998 – Candidatura al migliore attore non protagonista per L'uomo della pioggia - The Rainmaker
  - 2002 – Candidatura al migliore attore non protagonista per Alì
  - 2014 – Migliore attore non protagonista in una serie, miniserie o film televisivo per Ray Donovan
  - 2015 – Candidatura al migliore attore non protagonista in una serie, miniserie o film televisivo per Ray Donovan
- Premio Emmy
  - 2002 – Candidatura al miglior attore non protagonista in una miniserie o film per la televisione per La rivolta
  - 2006 – Candidatura al miglior attore protagonista in una miniserie o film per la televisione per Giovanni Paolo II
  - 2014 – Candidatura al miglior attore non protagonista in una serie drammatica per Ray Donovan
  - 2016 - Candidatura al miglior attore non protagonista in una serie drammatica per Ray Donovan
- Critics' Choice Awards
  - 2002 - Candidatura al miglior attore non protagonista per Ali
  - 2014 - Candidatura al miglior attore non protagonista in una serie drammatica per Ray Donovan
  - 2016 - Candidatura al miglior attore non protagonista in una serie drammatica per Ray Donovan
- Premio BAFTA
  - 1970 - Miglior attore debuttante per Un uomo da marciapiede
- Festival di Cannes
  - 1978 - Prix d'interprétation masculine per Tornando a casa
- Razzie Awards
  - 1997 - Candidatura al peggior attore protagonista per Anaconda
  - 1997 - Candidatura al peggior attore non protagonista per U Turn - Inversione di marcia
  - 1997 - Candidatura al peggior attore non protagonista per Testimone involontario
  - 1997 - Candidatura alla peggior coppia per Anaconda
  - 2004 - Candidatura al peggior attore non protagonista per Un genio in pannolino 2
  - 2007 - Candidatura al peggior attore non protagonista per Transformers
  - 2007 - Candidatura al peggior attore non protagonista per September Down
  - 2007 - Candidatura al peggior attore non protagonista per Il mistero delle pagine perdute
  - 2007 - Candidatura al peggior attore non protagonista per Bratz
  - 2023 - Peggior attore protagonista per Mercy
  - 2025 - Peggior attore non protagonista per Megalopolis e Reagan

## Doppiatori italiani
Nelle versioni in italiano delle opere in cui ha recitato, Jon Voight è stato doppiato da:
- Cesare Barbetti in Heat - La sfida, Mission: Impossible, Anaconda, U Turn - Inversione di marcia, Zoolander, Giovanni Paolo II
- Luciano De Ambrosis in Pearl Harbor, Il mistero dei Templari - National Treasure, Glory Road, Il mistero delle pagine perdute, Tutti insieme inevitabilmente
- Gino La Monica in Dalla parte sbagliata, Getaway - Via di fuga, JL Ranch, JL Family Ranch - Il regalo di nozze, Mercy, The Painter
- Oreste Rizzini in Comma 22, A 30 secondi dalla fine, L'uomo della pioggia - The Rainmaker, Nemico pubblico
- Oliviero Dinelli in La rivolta, Ray Donovan (st. 7), Ray Donovan: The Movie, Reagan - Un presidente sotto i riflettori
- Carlo Sabatini in Un tranquillo weekend di paura, Bratz, Pride and Glory - Il prezzo dell'onore
- Dario Penne in Ritorno a Colomba Solitaria, Lara Croft: Tomb Raider, Beyond
- Michele Kalamera ne Il soldatino di latta, The General, B.S.I. Baby Squadra Investigativa
- Massimo Turci in Un uomo da marciapiede, Tornando a casa
- Gianni Giuliano in Conrack, Diverso come me
- Vittorio Di Prima in Testimone involontario, Holes - Buchi nel deserto
- Franco Zucca in Varsity Blues, Jack e il fagiolo magico
- Ugo Maria Morosi in Ray Donovan (st. 1-6), Animali fantastici e dove trovarli
- Saverio Moriones in Assassinio sul ponte, Transformers
- Natale Ciravolo in Chernobyl - Un grido dal mondo, Rosewood
- Stefano De Sando in 24, 24: Redemption
- Manlio De Angelis in L'ora delle pistole
- Giancarlo Maestri in Dossier Odessa
- Pino Colizzi ne Il campione
- Raffaele Uzzi in Tavolo per cinque
- Carlo Valli in Affondate la Greenpeace
- Emilio Cappuccio in Cowboy dietro le sbarre
- Giorgio Lopez in L'arca di Noè
- Mino Caprio in Alì
- Tony Fuochi in Jasper, Texas - La città dell'odio
- Pietro Biondi in The Manchurian Candidate
- Angelo Nicotra in Woodlawn
- Maurizio Scattorin in Dangerous Game: The Legacy Murders
- Ambrogio Colombo in Megalopolis